# Olympische Jugend-Sommerspiele 2018/Teilnehmer (Indien)
| Gelbes Symbol für Goldmedaillen mit stilisierten Olympischen Ringen | Graues Symbol für Silbermedaillen mit stilisierten Olympischen Ringen | Braundes Symbol für Bronzemedaillen mit stilisierten Olympischen Ringen |
| ------------------------------------------------------------------- | --------------------------------------------------------------------- | ----------------------------------------------------------------------- |
| 3                                                                   | 9                                                                     | 1                                                                       |

Die Jugend-Olympiamannschaft aus Indien für die III. Olympischen Jugend-Sommerspiele vom 6. bis 18. Oktober 2018 in Buenos Aires (Argentinien) bestand aus 46 Athleten.

## Athleten nach Sportarten

### Badminton
| Mädchen - Jakka Vaishnavi Reddy Einzel: Gruppenphase Mixed: Viertelfinale (im Team Gamma) | Jungen - Lakshya Sen Einzel: Silber Mixed: Gold (im Team Alpha) |

### Bogenschießen
| Mädchen - Himani Kumari Einzel: Achtelfinale Mixed: Sechzehntelfinale (mit Wian Roux Südafrika) | Jungen - Akash Malik Einzel: Silber Mixed: Achtelfinale (mit Selin Satır Türkei) |

### Boxen
Mädchen
- Jyoti Gulia
Klasse bis 51 kg: 5. Platz

### Gewichtheben
| Mädchen - Sneha Soren Klasse bis 48 kg: 5. Platz | Jungen - Jeremy Lalrinnunga Klasse bis 62 kg: Gold |

### Hockey
| Mädchen - Silber - Salima Tete - Reet - Khushboo - Ishika Chaudhary - Mumtaz Khan - Baljeet Kaur - Chetna - Bichu Devi Kharibam - Lalremsiami | Jungen - Silber - Prashant Chauhan - Shivam Anand - Rahul Rajbhar - Maninder Singh - Sanjay - Sudeep Chirmako - Pawan - Rabichandra Moirangathem - Vivek Prasad |

### Judo
Mädchen
- Tababi Devi
Klasse bis 44 kg: Silber 
Mixed: Silber  (im Team Athen)

### Leichtathletik
| Mädchen - Vishnupriya Jayaprakashan 400 m Hürden: 12. Platz - Seema 3000 m: 13. Platz | Jungen - Nisar Ahmed 200 m: 19. Platz - Sreekiran Nandakumar 800 m: 22. Platz - Suraj Panwar 5 km Gehen: Silber - Praveen Chithravel Dreisprung: Bronze - Kunwer Ajai Raj Singh Rana Speerwurf: 6. Platz |

### Ringen
Mädchen
- Simran Kaur
Freistil bis 43 kg: Silber
- Mansi Ahlawat
Freistil bis 57 kg: 8. Platz

### Rudern
Jungen
- Satnam Singh
- Ashish Goliyan
Zweier: 8. Platz

### Schießen
| Mädchen - Mehuli Ghosh Luftgewehr 10 m: Silber Mixed: 19. Platz (mit Carlos Arze Peru) - Manu Bhaker Luftpistole 10 m: Gold Mixed: Silber (mit Bezhan Fayzullaev Tadschikistan) | Jungen - Shahu Tushar Mane Luftgewehr 10 m: Silber Mixed: 20. Platz (mit Latifa Al-Maazmi Vereinigte Arabische Emirate) - Saurabh Chaudhary Luftpistole 10 m: Gold Mixed: Achtelfinale (mit Nubaira Babur Pakistan) |

### Schwimmen
Jungen
- Srihari Nataraj
50 m Rücken: 18. Platz (Vorlauf)
100 m Rücken: 6. Platz
200 m Rücken: 13. Platz (Vorlauf)
- Advait Page
800 m Freistil: 17. Platz

### Sportklettern
Jungen
- Bharath Pereira
Kombination: 18. Platz

### Tischtennis
| Mädchen - Archana Kamath Einzel: 4. Platz Mixed: Achtelfinale | Jungen - Manav Thakkar Einzel: Achtelfinale Mixed: Achtelfinale |